# مونتسینگن
مونتسینگن (به آلمانی: Monzingen) یک شهر در آلمان است که در باد کرویتسناخ واقع شده‌است.